# Уба Рагнарсон
Уба (енгл. Ubba, погинуо 878), дански ратник и војсковођа.

## Биографија
Уба је био син чувеног данског гусара Рагнара Лодброка, и млађи брат Ивара Бескосног и Халфдана.   У историји је остао запамћен као један од вођа Велике паганске војске која је 865-878. освојила већи део Енглеске. После Иварове смрти (874), преузео је команду над војском заједно са војсковођом по имену Гутрум. Погинуо је 878. у бици код Кинуита, у покушају да освоји Весекс.

## Наслеђе
Уба је један од главних јунака америчке серије Викинзи. Такође је један од антагониста у историјском роману Бернарда Корнвела Последње краљевство, као и у истоименој серији снимљеној по роману.